# Zacharie Noterman
Pour les articles homonymes, voir Noterman.
Zacharie Noterman ou Zacharie Notermann ou Zacharias Noterman, né le 11 octobre 1824 à Gand et mort le 13 janvier 1890 à Paris (9e arrondissement), est un peintre et graveur belge, spécialisé dans la peinture de scènes de singes exerçant des activités humaines (les singeries), ainsi que dans des peintures de chiens.

## Biographie
Il naît à Gand en 1824. Fils de Jean Noterman, un plafonneur et peintre-décorateur, et de Marie-Catherine Haelterman, il est d'abord formé par son frère aîné, Emmanuel Noterman, avant de poursuivre ses études à l'académie royale des beaux-arts d'Anvers.
Il vit un temps à Anvers avec son frère avant de s'installer à Paris. Il se spécialise dans les singeries, des peintures humoristiques mettant notamment en scène des singes habillés de costumes et pratiquant des activités humaines (métiers, loisirs et plaisirs de l'époque, comme le jeu de dés, la musique ou le tabagisme). Il réalise également plusieurs toiles représentant des chiens et des chats, ainsi que des scènes de cirques et des gravures présentant des sujets similaires à ses peintures. Au cours de sa carrière, il participe à plusieurs reprises au salon de peinture et de sculpture à Paris.
Il décède à Paris en 1890.
Ces œuvres sont notamment visibles au musée d'art et d'histoire de Cognac, au musée des beaux-arts de Dunkerque, au Petit Palais à Paris et au Musée des beaux-arts du Canada à Ottawa.

## Galerie

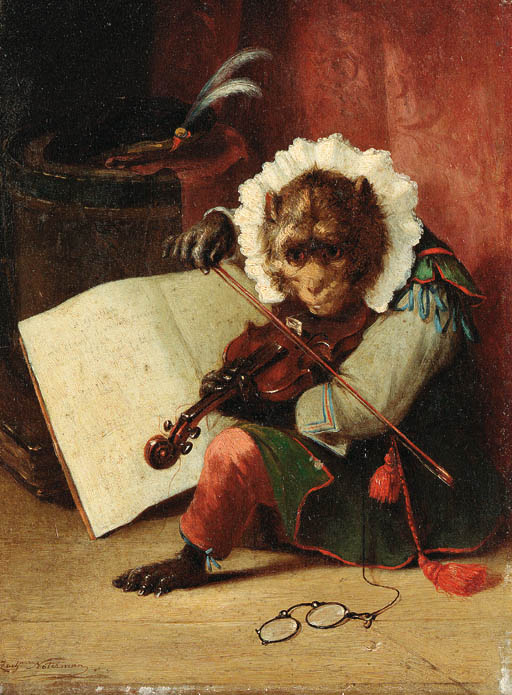
Le singe musicien (avant 1890)
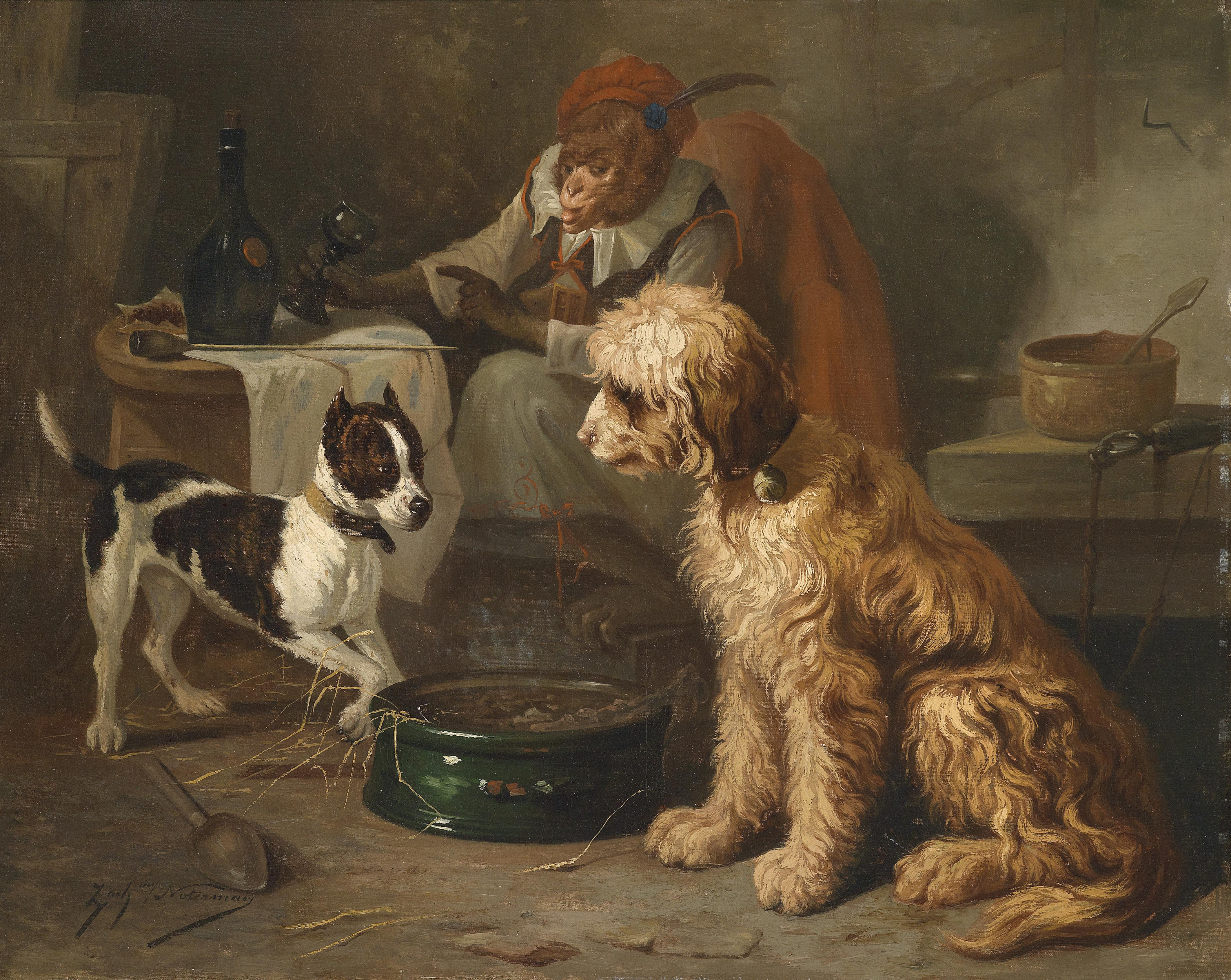
Un petit repas à la taverne (avant 1890)
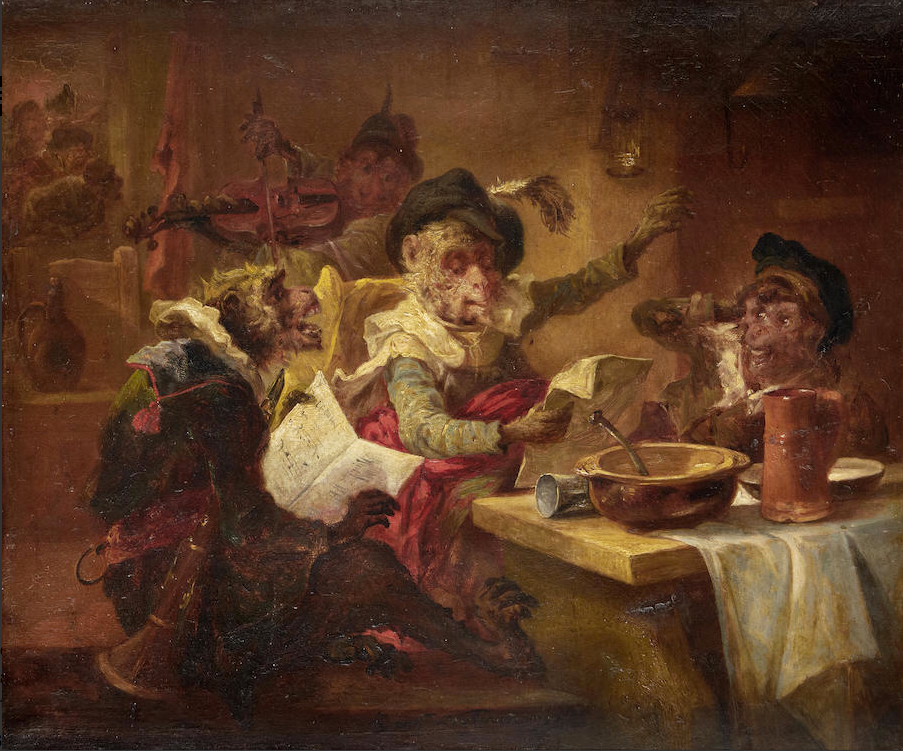
Les singes musiciens (avant 1890)
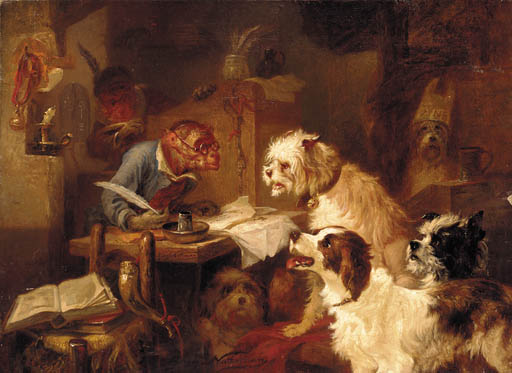
Le professeur des animaux (avant 1890)
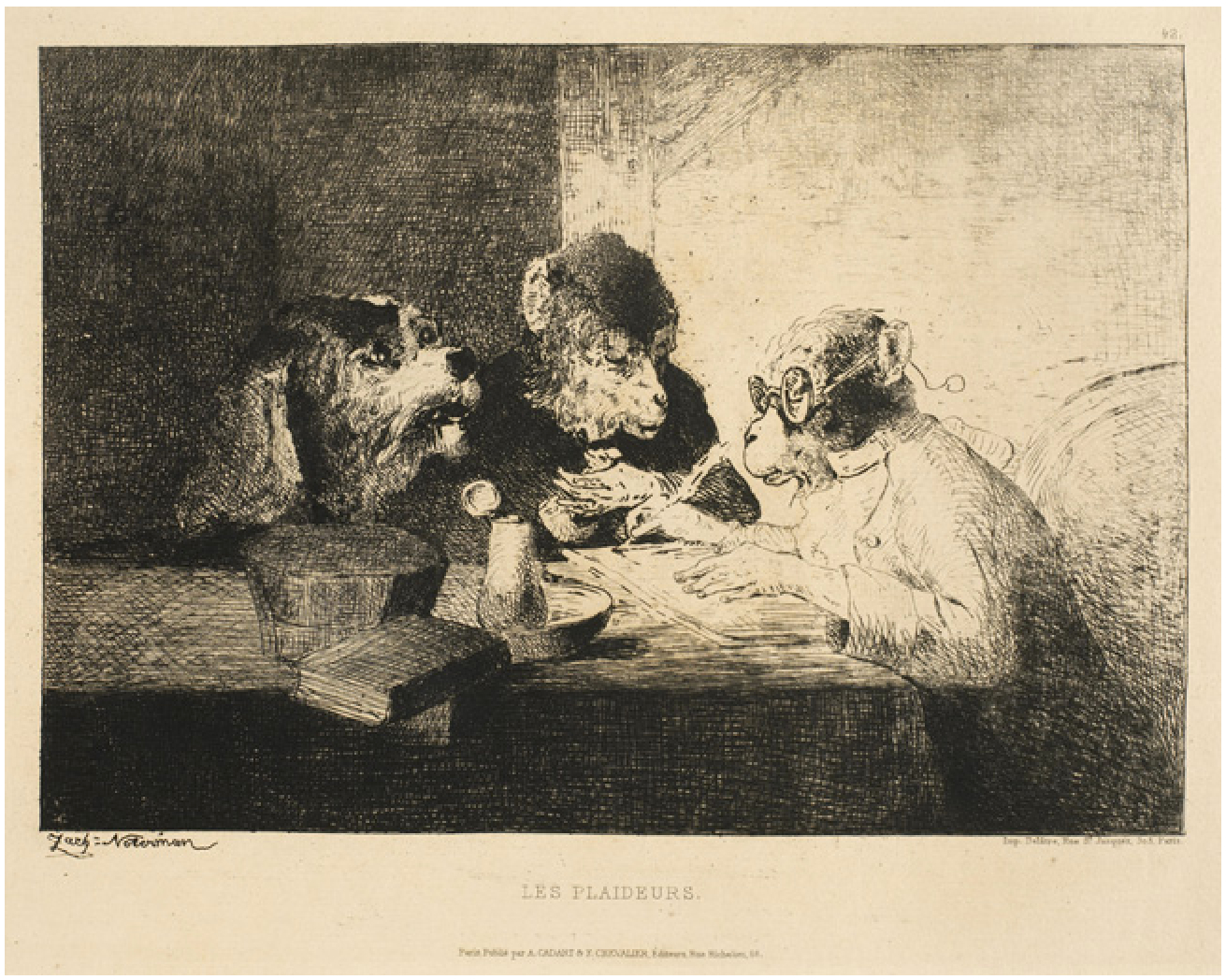
Les plaideurs (1863)
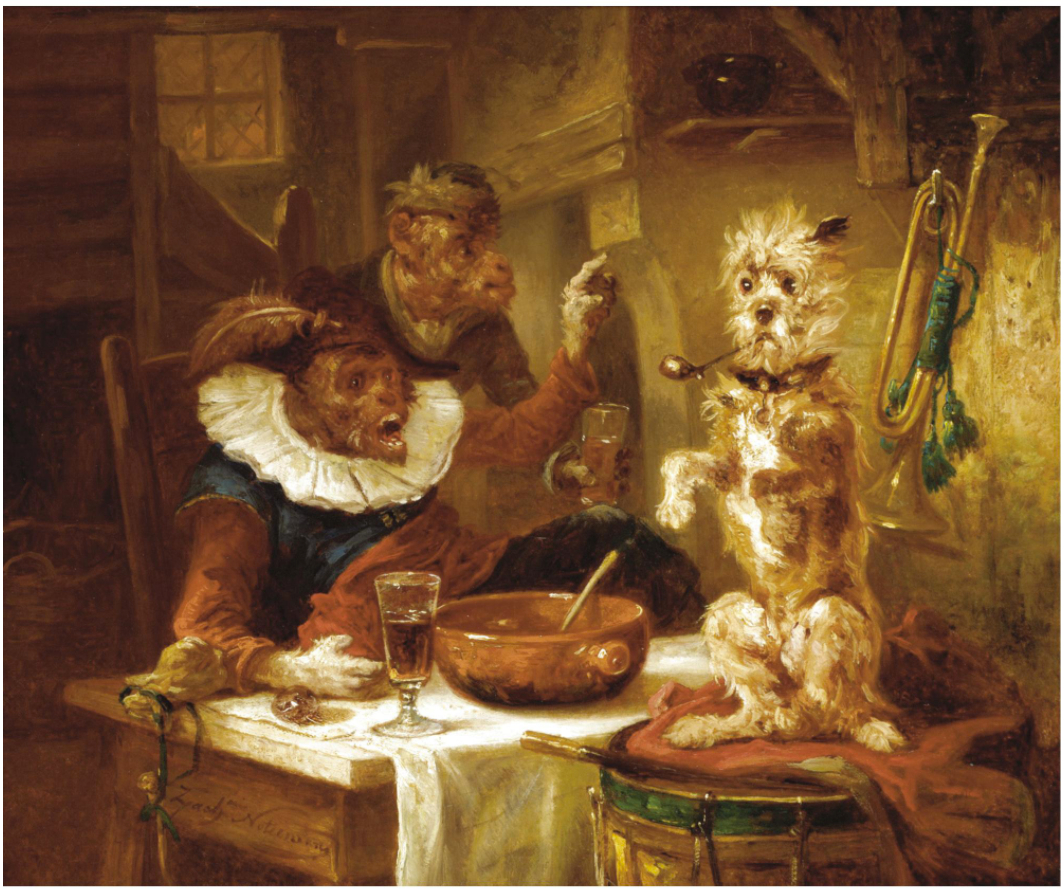
Le chien de cirque (avant 1880)
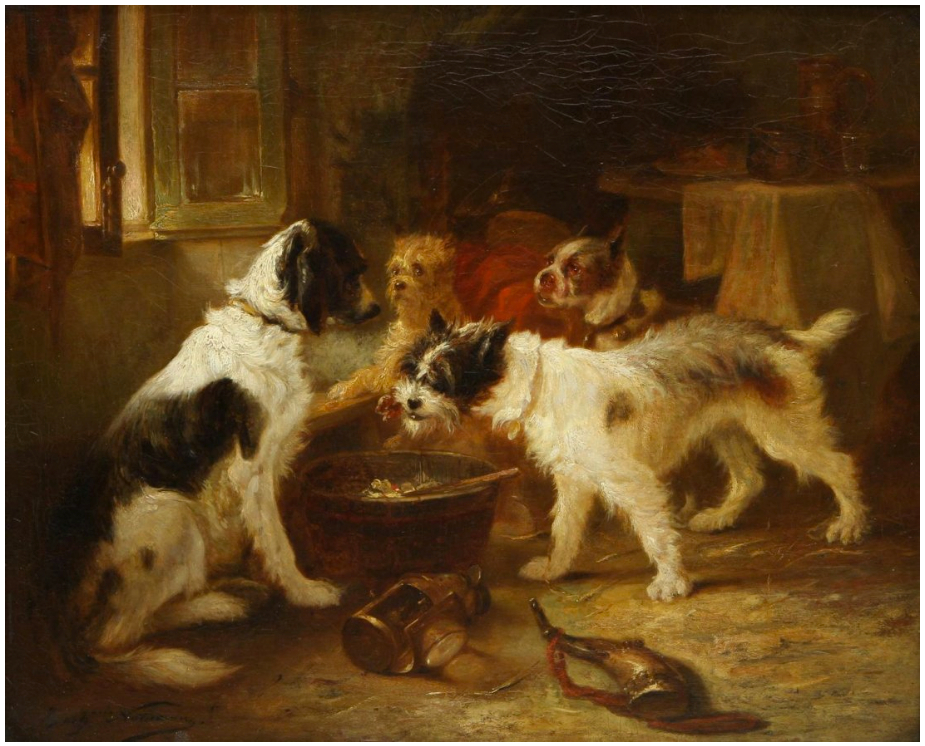
Repas de chiens (avant 1890)
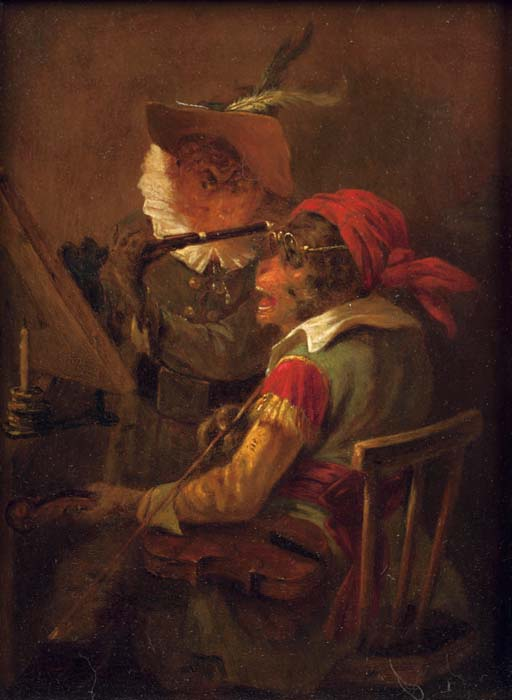
Les singes musiciens (avant 1890)
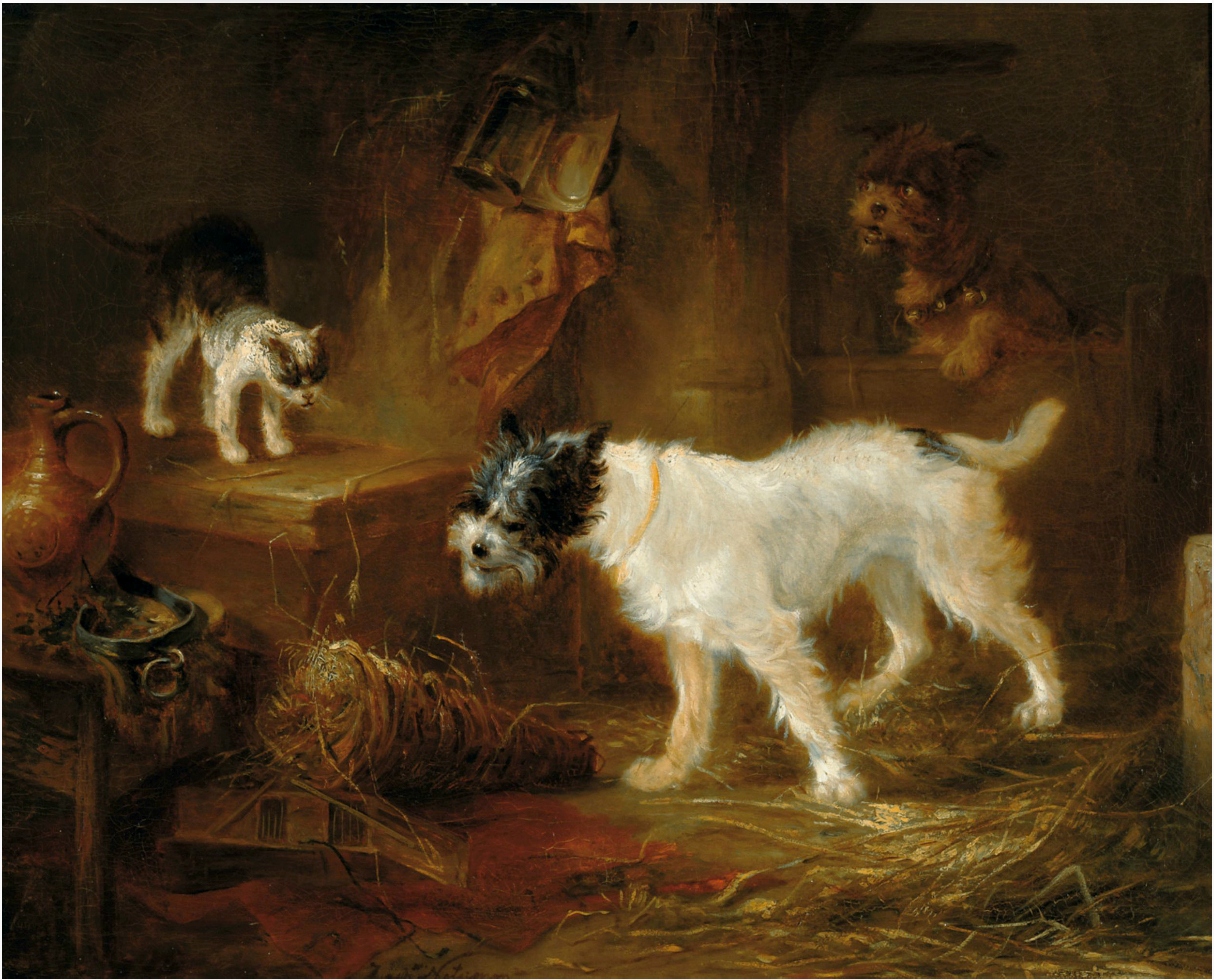
Chiens et chat (1878)
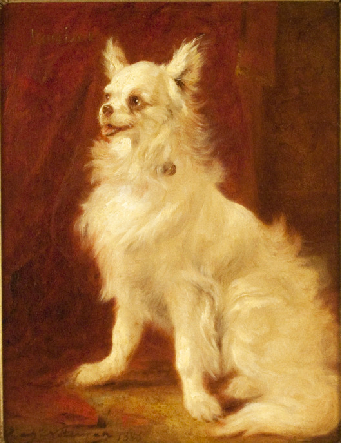
Lou Lou (avant 1890)
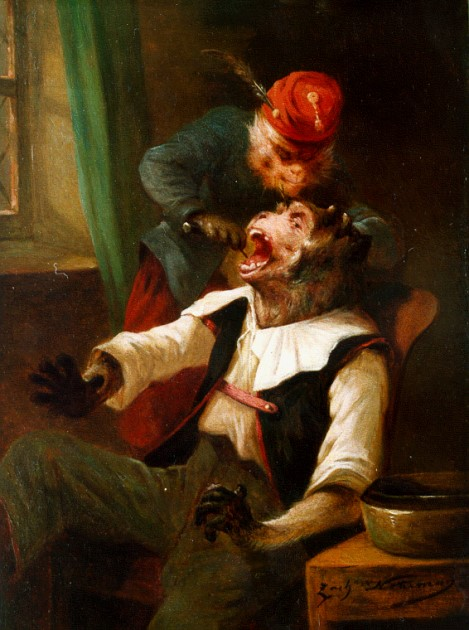
Le singe dentiste (avant 1890)
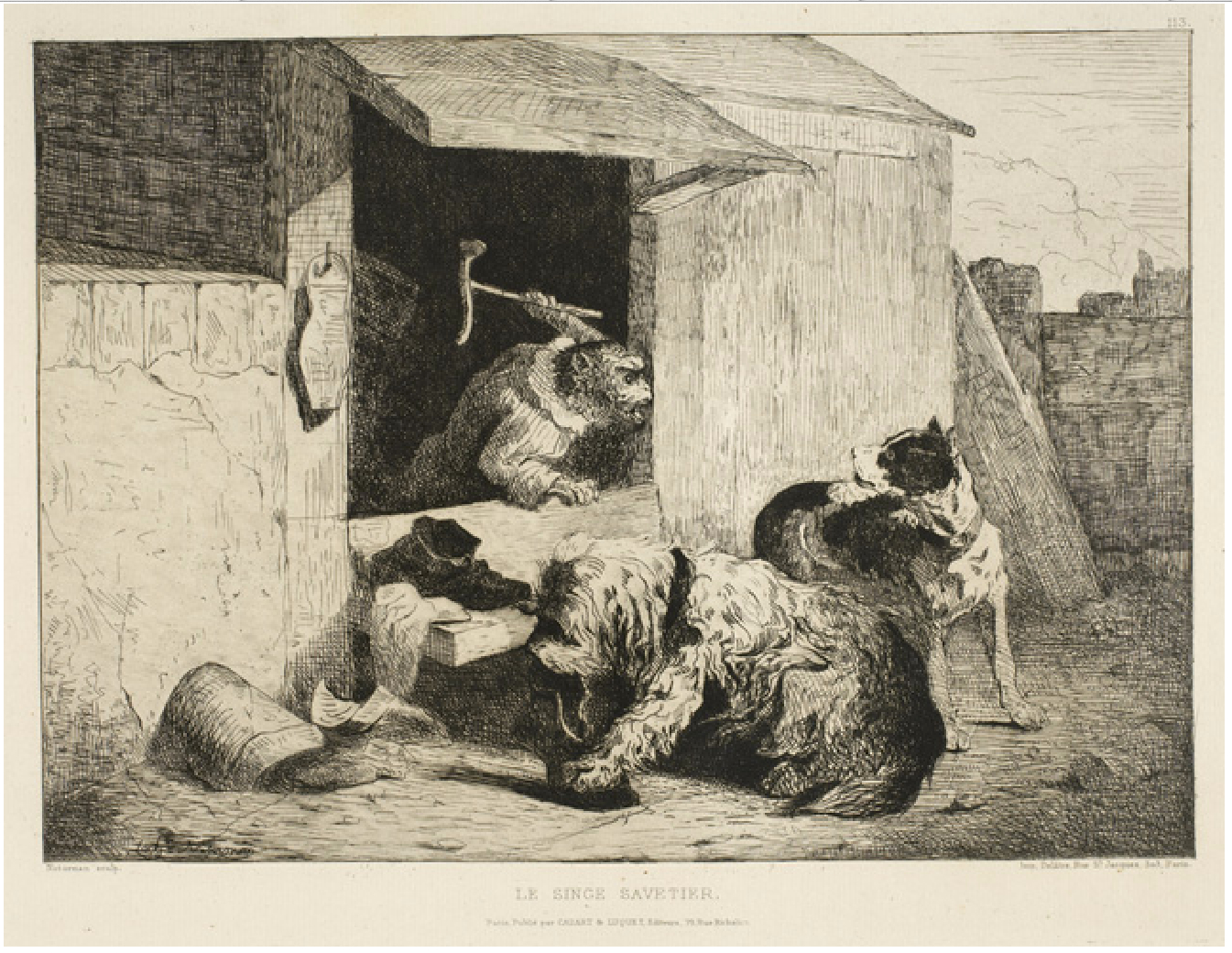
Le singe savetier (1864)
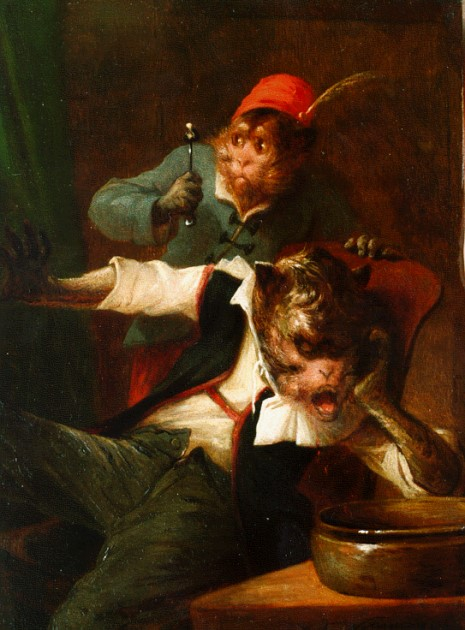
Le singe dentiste (avant 1890)
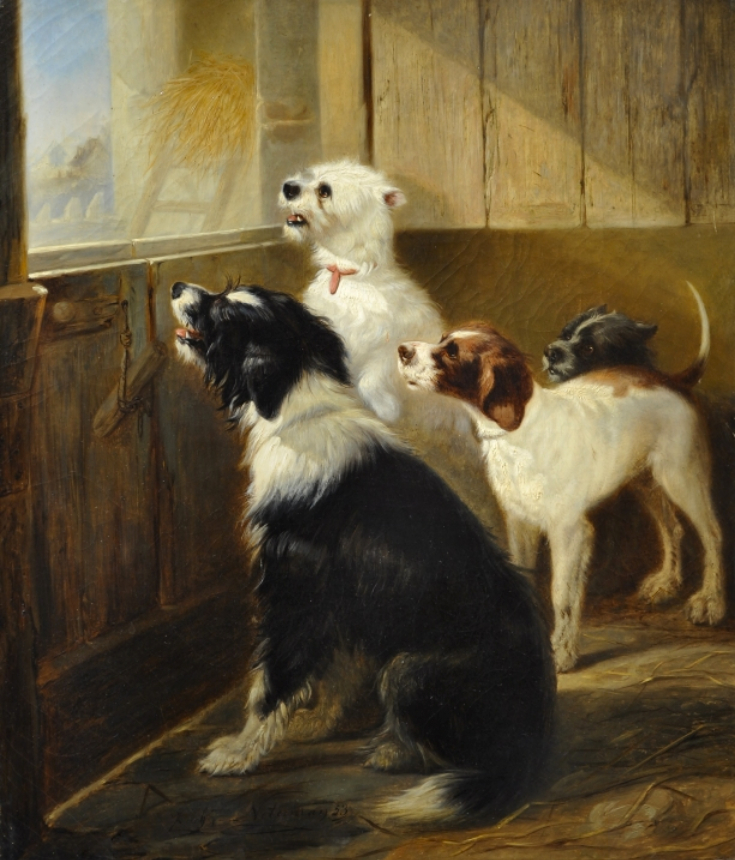
Chiens à l'écurie (avant 1890)
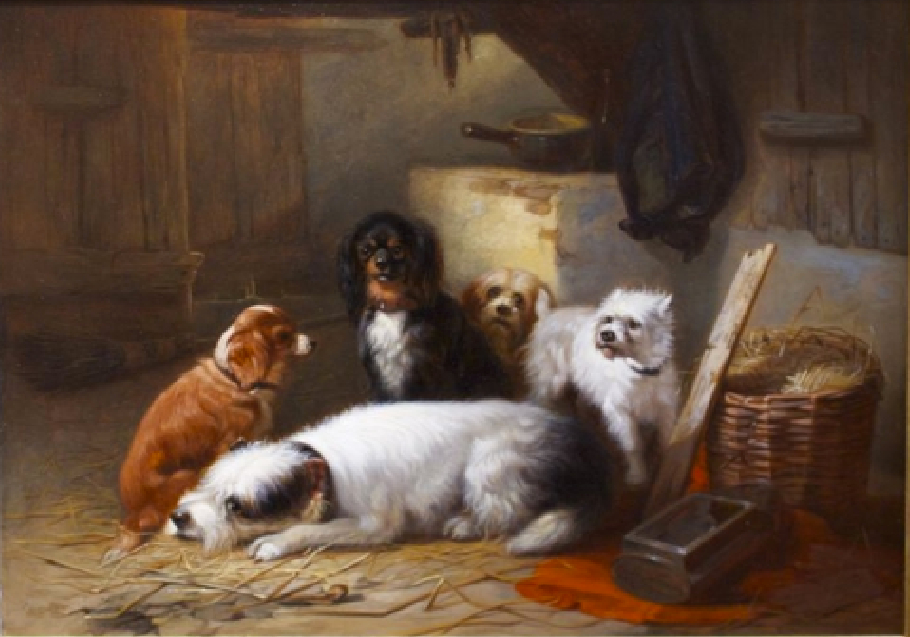
Chiens dans une grange (avant 1890)